# Az utolsó adás
Az utolsó adás (eredeti cím: A Prairie Home Companion) 2006-ban bemutatott amerikai zenés filmvígjáték, Robert Altman utolsó rendezése. A film az Amerikai Egyesült Államokban és máshol közvetített A Prairie Home Companion című rádióműsoron alapszik. A magyar nyelvű cím az eredeti munkacím megfelelője (The Last Broadcast).
2006. június 9-én mutatták be, Altman halála előtt öt hónappal. 

## Cselekmény
A történet egy régóta sugárzott, ám váratlanul törölt fiktív rádióprogram utolsó adásának készítését mutatja be. 

## Szereplők
| Szereplő                 | Színész          | Magyar hang        | Leírás                                                                                              |
| ------------------------ | ---------------- | ------------------ | --------------------------------------------------------------------------------------------------- |
| GK                       | Garrison Keillor | Papp János         | önmaga                                                                                              |
| Yolanda Johnson          | Meryl Streep     | Ráckevei Anna      | az egykoron oly népszerű country zenét játszó család utolsó, a wisconsini Oshkoshból származó tagja |
| Rhonda Johnson           | Lily Tomlin      | Kiss Mari          | az egykoron oly népszerű country zenét játszó család utolsó, a wisconsini Oshkoshból származó tagja |
| Guy Noir                 | Kevin Kline      | Tordy Géza         | a műsor biztonságáért felelős rádiós                                                                |
| Dusty                    | Woody Harrelson  | Stohl András       | éneklő cowboy                                                                                       |
| Lefty                    | John C. Reilly   | Besenczi Árpád     | éneklő cowboy                                                                                       |
| Asphodel, a veszélyes nő | Virginia Madsen  | Tóth Enikő         | |
| Lola Johnson             | Lindsay Lohan    | Bogdányi Titanilla | Yolanda verseket író lánya                                                                          |
| A kidobóember            | Tommy Lee Jones  | Rajhona Ádám       | texasi üzletember, aki azért érkezett, hogy felszámolja a műsort                                    |

A filmben szerepel a műsor alkotója, Garrison Keillor, aki önmagát alakítja, és egyben a forgatókönyvet is írta. Érdemes megemlíteni, hogy hat főszereplő (Garrison Keillor, Kevin Kline, Lily Tomlin, John C. Reilly, Virginia Madsen és Woody Harrelson), továbbá a film összes többi szereplője (Sue Scott és Lindsay Lohan kivételével) mind az USA közép-nyugati államaiból származnak.

## A film készítése
A felvételek 2005. június 29-én kezdődtek a minnesotai Saint Paulban, a Fitzgerald Theaterben, ahol a rádióműsor székhelye is van. A forgatás 2005. július 28-án fejeződött be.
Mivel a Fitzgerald egy meglehetősen kis épület, a Minneapolis-St. Paul környékén található más színpadokat is használták. Némi erőfeszítéssel a szükséges filmes felszerelést beleágyazták a film díszleteibe. Hely hiányában az alagsort szintén felhasználták, a filmben látható öltözők azonban nem a valódiak, mivel Garrison Keillor öltözője alig nagyobb egy „nagyon, nagyon kicsi fürdőszobánál”, ahogy a produkciós dizájner megjegyezte. A díszletek elrendezésének továbbá vizuális szempontból sokkal érdekesebbé kellett tennie a produkciót. St. Paul egy jellegzetes helye, a Mickey's Diner is fontos helyszín a filmben.

## Kritikai visszhang
A film alapvetően pozitív fogadtatásra talált a kritikusok részéről. A Rotten Tomatoes weboldalán 80%-os eredményt ért el. Roger Ebert négy csillagból négyet adott neki, amit úgy kommentált: „Milyen szeretnivaló film is ez, oly szelíd és szeszélyes, oly egyszerű és alapos”.
Születtek azonban kritikusabb visszajelzések is. Michael Medved a lehetséges négyből másfél csillagra értékelte a produkciót, mondván, „A szórakoztatási értéke valahol a soványka és a nemlétező között áll”, és „[talán] a valaha készült legrosszabb film, mely négy (számolj utána – négy!) Oscar-díjas tehetségét pocsékolja el.”
Desson Thomson, a The Washington Post munkatársa a két vélemény között áll, mivel úgy vélte, a filmnek megvannak az erősségei, azonban gyengébb, mint lehetett volna. A kritikájának szalagcíme – „Drágám, többet is kérhettél volna” – utalás a rádióműsor és a film főcímdalára.

## Érdekességek
- A film forgatásának megkezdése előtt pár héttel Robert Altmant parodizálta a rádióműsor 2005. június 4-i, Los Angelesben rögzített adása. Ebben úgy festették meg, mint aki egy Emberek állnak körben beszélgetve és kézgesztikulációt használva címmel ellátott filmet rendez.
- Dusty és Lefty szerepére eredetileg Tom Waits és Lyle Lovett volt kijelölve.
- 2005. július 23-án a The New York Times azt írta, a forgatási biztosításért a 80 éves Robert Altmannek fel kellett kérnie Paul Thomas Andersont "fedező" rendezőnek, aki folyamatosan figyeli a forgatást és kész arra, hogy átvegye Altman szerepét, ha az esetleg képtelen lenne a munka folytatására.
- Az utolsó adás a második jelentősebb produkció, amit 2005-ben Minnesotában vettek fel. Az állam északi része korábban a Charlize Theron és Woody Harrelson főszereplésével készült Kőkemény Minnesota forgatásán élénkült fel. Kevés alkotás forgott Minnesotában az elmúlt években, aminek következtében sokan hitték úgy, a Minnesotai Film és TV Tábla feloszlott. Továbbra is létezik, de a 2005 júliusából származó információ szerint szerkezeti átalakításon megy át.
- A Star Tribune 2005. november 1-jei jelentése szerint egy korai, a forgalmazók számára tartott New York-i vetítés alkalmával valóságos ajánlati háború alakult ki. A Picturehouse vette meg a jogokat, és a cég elnöke, Bob Berney azt kérte, "annak érdekében, hogy a 31 éves rádióműsor nevével vonzzuk a közönséget, a cím legyen visszaállítva A Prairie Home Companion-re. 'Egy vetítésen Garrison azt mondta, hogy kiszélesedjen a film közönsége, azon gondolkodtak, hogy Állatias szerelem-re változtatják a címet, úgyhogy szerintem ebben megegyezhetünk', árulta el Berney."
- Az utolsó adás volt a 2006-os South by Southwest Filmfesztivál nyitófilmje március 10-én.
- Dusty és Lefty a rádióműsor szereplői is. Noirral együtt eredeti rádiós szerepükben jelennek meg a filmben.
- A film premierje 2006. május 3-án volt a St. Paul-i Fitzgerald Theaterben, amit külön erre az alkalomra szereltek fel projektorral és hangfelszereléssel. A film sztárjai tíz ló húzta kocsikon érkeztek. Brian Williams, az NBC Nightly News munkatársa a közeli Minneapolisból adta le hírműsorát aznap este, csak hogy el tudjon menni a bemutatóra.
- A veszélyes nő neve, Asphodel, egy virág. Szerepel Alfred Tennyson Demeter és Persephone című versében.
- Noha a film legkönnyebben Altman Nashville című munkájához hasonlítható, Az utolsó adás sokkalta meglepőbben idéz egy még korábbi Altman-filmet: Virginia Madsen karaktere rendkívül emlékeztet öltözetében és viselkedésében egy angyalszerű nőre a Brewster McCloudból, melyben Sally Kellerman játszotta ezen szerepet.
- Az utolsó adás nagyon hasonló szerkezetében a Radioland Murders című filmhez, amiben azonban több a slap stick humor.
- Lola farmerjére a "4-5-94" számok vannak írva, ami valószínűleg Kurt Cobain halálának vélt dátumát jelenti.
- Az utolsó adás Robert Altman rendező utolsó filmje.